# Socket G2
rPGA 988B としても知られる（Socket G/rPGA 989 という物もあり、rPGA 988B として扱える）Socket G2は、インテル Core 2  CPU 系列の後継である モバイル Core i7・i5・i3 系用のCPUソケットとして使われる。

## 概要
このソケットは、Sandy Bridge の構造に基づいている。先代の Socket G1 同様に、デュアルチャネル メモリモード でのみ動す事ができるが、データ伝送速度は最大1.6GHz( LGA1366ソケットや後継のXeonソケット独自のトリプルチャネルメモリモードとは、対照的 )である。
FCPGA988 ソケットとも呼ばれる。PPGA988とピン互換が必要とされる。

## 採用製品
CPU
- Intel
  - Sandy Bridge
  - Ivy Bridge

チップセット
- Intel
  - 6 Series
  - 7 Series